# Рутка
Ру́тка (горномар. Рӹде, Ырде) — река в России, протекает по территории Килемарского и Горномарийского районов Марий Эл и Шарангского района Нижегородской области, левый приток Волги. Длина реки составляет 153 км, площадь водосборного бассейна — 1950 км².

## Этимология
Название реки выводят от финно-угорского корня *rate (rote) со значением «дым, туман (поднимающийся с ручьёв)».

## Описание
Среднегодовой расход воды в 51 км от устья — 7,32 м³/с, питание реки преимущественно снеговое, половодье наблюдается в апреле — мае. Рутка замерзает в ноябре — начале декабря, а вскрывается в апреле. Река используется для рекреационных водных походов.
Исток реки находится юго-западнее села Большая Рудка (Шарангский район, Нижегородская область) в 12 км к юго-востоку от посёлка Шаранга. Река течёт на юго-запад, после пересечения границы с Марий Эл поворачивает на юг. Верховья реки до села Старая Рудка безлесные, с редкими селениями по берегам. В среднем и нижнем течении река течёт лесами по ненаселённой местности.
Впадает в Чебоксарское водохранилище на Волге напротив города Козьмодемьянска.

## Притоки
(расстояние от устья)
- 20 км: ручей Вышкарь (пр)
- 30 км: река Тыр (лв)
- 41 км: река Большая Кудежья (лв)
- 46 км: река Пуча (лв)
- 52 км: река Арбиш (пр)
- 60 км: река Шемышейка (лв)
- 69 км: река Наля (лв)
- 93 км: река Вергеза (лв)
- 96 км: река Шунга (лв)
- 99 км: река Шолбея (пр)
- 102 км: река Роя (лв)
- 108 км: река Пиштань (пр)
- 116 км: ручей Нежнурка (лв)
- 121 км: река Шклея (пр)
- 125 км: река Посташь (пр)

## Данные водного реестра
По данным государственного водного реестра России относится к Верхневолжскому бассейновому округу, водохозяйственный участок реки — Волга от устья реки Ока до Чебоксарского гидроузла (Чебоксарское водохранилище), без рек Сура и Ветлуга, речной подбассейн реки — Волга от впадения Оки до Куйбышевского водохранилища (без бассейна Суры). Речной бассейн реки — (Верхняя) Волга до Куйбышевского водохранилища (без бассейна Оки).
Код объекта в государственном водном реестре — 08010400312110000043938.